# Cenwalh wessexi király
Cenwalh, más írásmóddal Cenwealh vagy Cœnwalh (angolszászul: CENVVALH CYNEGILSING GEVVISSÆ CYNING), (* 617; † 672), Wessex királya 643–645 és 648–672 között.

Britannia 600 körül

Cynegils király fia, apját követte a trónon. Cynegils felvette a kereszténységet, de Cenwalh sokáig pogány maradt. Trónra lépése után hamarosan elűzte feleségét, a merciai Penda király testvérét, aki ezt egy háború kirobbantásával (645-648) és Cenwalh száműzetésbe kényszerítésével torolta meg. Kelet-Angliai száműzetése idején Cenwalh megkeresztelkedett, és 648-ban, mikor újra visszatért trónjára, megépíttette a winchesteri Szent Péter-templomot. Uralkodása alatt sikerült elhárítania ellenségeinek, a walesieknek és a merciaiaknak a támadásait. A merciaiak elfoglalták a nyugati szászoktól Wight szigetét, Dél-Hampshire-t és a Temzétől északra fekvő területeket. A nyugati területeken Cenwalh aratott katonai sikereket; 658-ban a britonokat a Parret folyóig űzte.
Felesége, Seaxburh Cenwalh halála után még két évig uralkodott.